# Estádio Municipal de Amarante
O Estádio Municipal de Amarante é um estádio de futebol de Amarante, que apesar de ser propriedade da autarquia, está praticamente dedicado ao Amarante Futebol Clube, que lá manda os seus jogos. A capacidade é de cerca de 5 000 pessoas, o relvado é de relva natural e há iluminação artificial ao dispor. Foi uma obra da Vasco da Cunha Arquitectos.